# Арабатська Стрілка
Араба́тська Стрі́лка (крим. Arabat beli) — піщана коса-півострів у західній частині Азовського моря, в АР Крим і Херсонській області, що відділяє Сиваш від Азовського моря.

## Загальні відомості
На півночі Генічеською (Тонкою) протокою відокремлюється від материка, на півдні прилягає до Керченського півострова. В північній частині коси розташовані села Генічеська Гірка, Приозерне, Щасливцеве та Стрілкове Генічеського району Херсонської області.
Стрілка спершу повністю входила до складу Кримської АРСР та Кримської області РРФСР та УРСР. Але 3 березня 1955 р. північна частина коси була передана до складу Херсонської області УРСР.
Під час депортації кримських татар про кількох сімей радянська влада забула. Цих кримських татар з Арабатської стрілки радянська влада намагалася втопити на баржі в морі. Тих кримських татар, які намагалися виплисти на берег, розстрілювали.
Довжина Арабатської Стрілки — 115 км, ширина від 270 м до 7,5 км. Поверхня низовинна. Складається з піщано-черепашкових відкладів. Характерна солончакова рослинність (солонець, кермек, сарсазан). Район рекреації. У південній частині — Арабатський заказник. У північній, більш підвищеній і широкій частині Арабатської Стрілки, розташовані озера Чокракське і Генічеське; в останньому добувають сіль.
Вздовж Арабатської Стрілки проходить ґрунтовий шлях з Генічеська на Керченський півострів, який був прокладений у 1835 році як поштовий тракт.

## Походження назви
Назва походить від фортеці Ребат (Арабат) — XVI—XVIII століть. Арабське слово «рабат» означає «військовий пост». Інша версія: тюркське слово «арибат» означає «передмістя». Військовий пост (фортеця), який розміщений на південному кінці Арабатської стрілки, був збудований для захисту Криму від козацьких нападів на Крим. Разом із фортецями Перекоп та Єні-Кале фортеця Арабат прикривала Крим від нападів з півночі та сходу. Проте, незважаючи на існування Арабату, запорізькі козаки, а пізніше донці та російські війська неодноразово вторгалися в Крим, проходячи Арабатською Стрілкою. Звичайним місцем переправи був брід навпроти впадіння річки Салгир до Сивашу. Особливого розголосу набули походи запорізьких козаків по косі в Крим під керівництвом Івана Рога в 1667 році, Івана Сірка в 1675 році, похід російських військ під керівництвом фельдмаршала Лассі в 1737 році. Руїни фортеці Арабат збереглися до нашого часу поблизу села Кам'янського на березі Азовського моря.
Боплан у своїй книзі «Опис України», яка була надрукована в 1651 році, писав: «Наші козаки називають півострів Косою [Kosa], тому що він має вигляд коси. У цьому місці хан тримає свій табун, у якому, як кажуть, є до 70 тис. коней. Тонка Вода [Tinkawoda] — це протока між суходолом і Косою. Має лише 200 кроків у ширину, і в штиль її можна перейти верхи на конях. Козаки переходять її табором, коли йдуть красти коней із ханського табуна».
 Евлія Челебі в «Книзі подорожей» писав: «Від вежі цієї тягнеться протягом дев'яти годин шляху велетенська коса, яка розділяє води моря Азовського. Це низовина, що поросла різноманітною зеленню, травою та тюльпанами, а по обидва боки її море Азовське лежить. На косі цій пасеться і знаходиться худоба всього населення Криму».

## Сучасність
Під час анексії Криму Росією 5 березня 2014 р. російські війська вторглися на територію Арабатської Стрілки. Після чого південна частина стрілки була окупована та приєднана до Росії як частина сформованого суб'єкта — Республіки Крим. Облаштований в односторонньому порядку т. зв. кордон Росії та України став проходити по межі між АРК та Херсонською областю. При цьому з 15 березня по грудень 2014 р. крім кримської, росіяни контролювали і трохи херсонську частину стрілки. Межа контролю проходила в той час по південній межі с. Стрілкове Херсонської області. Зараз північна частина стрілки належить Генічеському району Херсонщини, південна — Ленінському (Єдикуйському) району АР Крим.
Після 24 лютого 2024 знаходиться під російською окупацією.

## Примітки

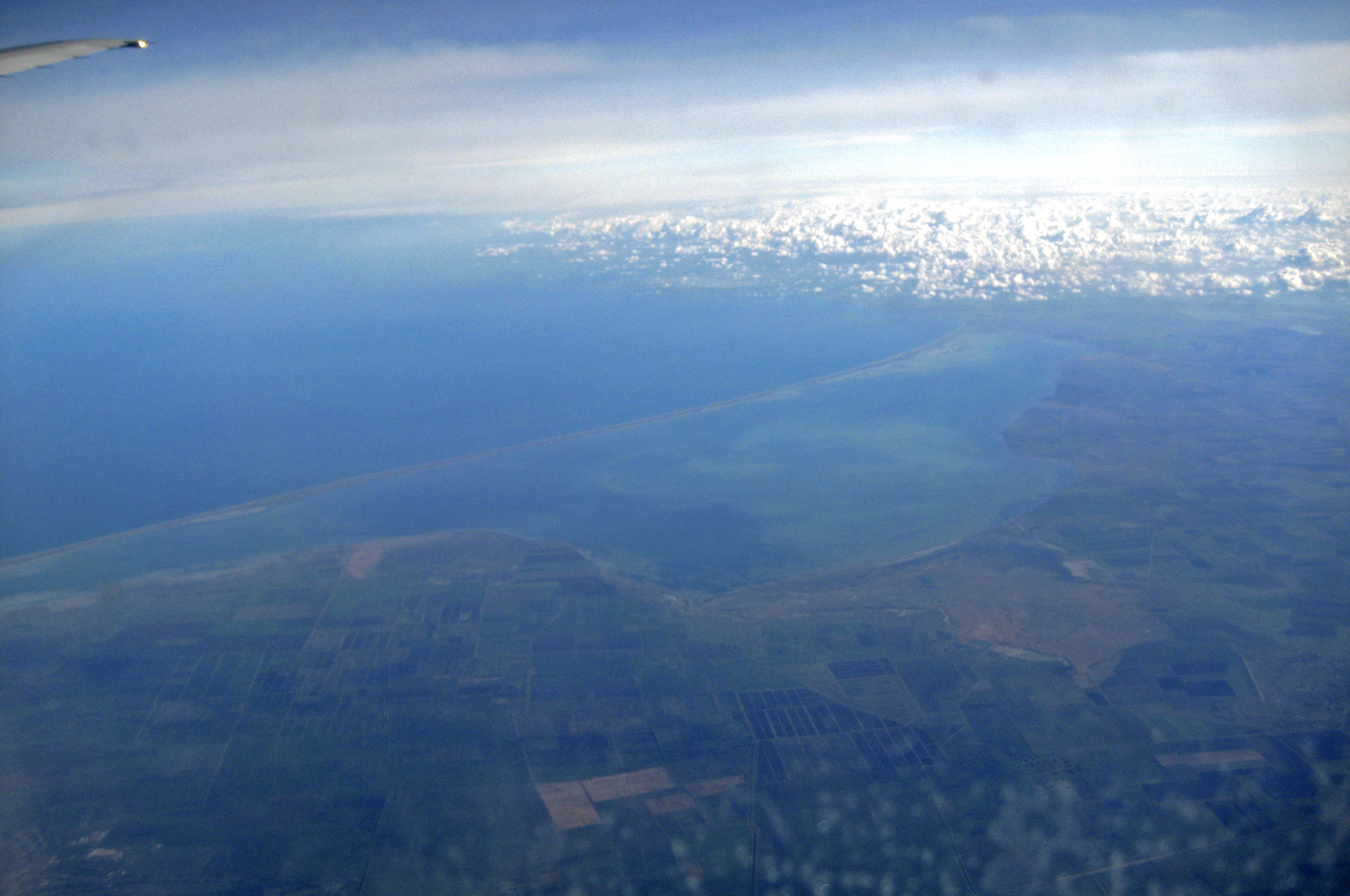
Арабатська Стрілка із літака